# Eleocharis venezuelensis
Eleocharis venezuelensis är en halvgräsart som beskrevs av Maria del Socorro González Elizondo och Anton Albert Reznicek. Eleocharis venezuelensis ingår i släktet småsäv, och familjen halvgräs. Inga underarter finns listade i Catalogue of Life.